# Germaine (Aisne)
Germaine è un comune francese di 67 abitanti situato nel dipartimento dell'Aisne della regione dell'Alta Francia.

## Società

### Evoluzione demografica
Abitanti censiti